# Ranchpar
Ranchpar o Rančpar (in armeno Ռանչպար?) è un comune dell'Armenia di 1 252 abitanti (2008) della provincia di Ararat.